# Patrulater Lambert

Patrulater Lambert

În geometrie, un patrulater Lambert (sau patrulater Ibn al-Haytham–Lambert, un nume alternativ sugerat de Rozenfeld), numit astfel după Johann Heinrich Lambert, este un patrulater în care trei dintre unghiurile sale sunt unghiuri drepte. Din punct de vedere istoric, al patrulea unghi al unui patrulater Lambert a fost de un interes considerabil, deoarece dacă s-ar putea dovedi că ar fi un unghi drept, atunci axioma euclidiană a paralelelor ar putea fi demonstrată ca o teoremă. Acum se știe că tipul celui de-al patrulea unghi depinde de geometria în care se află patrulaterul. În geometria hiperbolică al patrulea unghi este un unghi ascuțit, în geometria euclidiană este un unghi drept iar în geometria eliptică este un unghi obtuz.
Un patrulater Lambert poate fi construit dintr-un patrulater Saccheri prin unirea punctelor de mijloc ale bazei și a laturii opuse bazei a patrulaterului Saccheri. Acest segment de linie este perpendicular atât pe bază, cât și pe latura opusă bazei, prin urmare oricare jumătate a patrulaterului Saccheri este un patrulater Lambert.

## Patrulaterul Lambert în geometria hiperbolică
În geometria hiperbolică un patrulater Lambert AOBF unde unghiurile {\displaystyle \angle FAO,\angle AOB,\angle OBF} sunt unghiuri drepte, iar F este opusul lui O, {\displaystyle \angle AFB} este un unghi ascuțit , iar curbură gaussiană⁠(d) este −1 sunt valabile următoarele relații:
{\displaystyle \sinh AF=\sinh OB\cosh BF}
{\displaystyle \tanh AF=\cosh OA\tanh OB}
{\displaystyle \sinh BF=\sinh OA\cosh AF}
{\displaystyle \tanh BF=\cosh OB\tanh OA}
{\displaystyle \cosh OF=\cosh OA\cosh AF}
{\displaystyle \cosh OF=\cosh OB\cosh BF}
{\displaystyle \sin \angle AFB={\frac {\cosh OB}{\cosh AF}}={\frac {\cosh OA}{\cosh BF}}}
{\displaystyle \cos \angle AFB=\sinh OA\sinh OB=\tanh AF\tanh BF}
{\displaystyle \cot \angle AFB=\tanh OA\sinh AF=\tanh OB\sinh BF}
{\displaystyle \sin \angle AOF={\frac {\sinh AF}{\sinh OF}}}
{\displaystyle \cos \angle AOF={\frac {\tanh OA}{\tanh OF}}}
{\displaystyle \tan \angle AOF={\frac {\tanh AF}{\sinh OA}}}
unde {\displaystyle \tanh ,\cosh ,\sinh } sunt funcții hiperbolice

## Exemple
| Simetrie *3222 cu un unghi de 60° în unul dintre colțurile sale. | Simetrie *4222 cu un unghi de 45° în unul dintre colțurile sale. | Simetrie *∞222 cu un unghi (limită) de 0° în unul dintre colțurile sale din vârful său ideal aflat la infinit. |